# Clandestinotrema
Clandestinotrema is een geslacht in de familie Graphidaceae. De typesoort is Clandestinotrema clandestinum.

## Soorten
Volgens Index Fungorum telt dit geslacht 17 soorten (peildatum december 2023):
| Soortnaam                       | Auteur(s)                                          | Publicatiejaar |
| ------------------------------- | -------------------------------------------------- | -------------- |
| Clandestinotrema analorenae     | Lücking                                            | 2012           |
| Clandestinotrema antoninii      | (Purvis & P. James) Rivas Plata, Lücking & Lumbsch | 2012           |
| Clandestinotrema carbonera      | I.D. Medeiros                                      | 2018           |
| Clandestinotrema cathomalizans  | (Nyl.) Rivas Plata, Lücking & Lumbsch              | 2012           |
| Clandestinotrema clandestinum   | (Ach.) Rivas Plata, Lücking & Lumbsch              | 2012           |
| Clandestinotrema ecorticatum    | (Mangold) Rivas Plata, Lücking & Lumbsch           | 2012           |
| Clandestinotrema erumpens       | (H. Magn.) Rivas Plata, Lücking & Lumbsch          | 2012           |
| Clandestinotrema hepaticicola   | Lücking                                            | 2015           |
| Clandestinotrema leucomelanum   | (Nyl.) Rivas Plata, Lücking & Lumbsch              | 2012           |
| Clandestinotrema maculatum      | (Hale) Rivas Plata, Lücking & Lumbsch              | 2012           |
| Clandestinotrema melanotrematum | (Hale) Rivas Plata, Lücking & Lumbsch              | 2012           |
| Clandestinotrema minutum        | Aptroot                                            | 2016           |
| Clandestinotrema pauperius      | (Nyl.) Rivas Plata, Lücking & Lumbsch              | 2022           |
| Clandestinotrema portoricense   | Merc.-Díaz, Lücking & Parnmen                      | 2014           |
| Clandestinotrema protoalbum     | (Hale) Rivas Plata, Lücking & Lumbsch              | 2012           |
| Clandestinotrema stylothecium   | (Vain.) Rivas Plata, Lücking & Lumbsch             | 2012           |
| Clandestinotrema tenue          | (Hale) Rivas Plata, Lücking & Lumbsch              | 2012           |